# F1 2021 (jeu vidéo)
F1 2021 est le jeu vidéo officiel des championnats de Formule 1 et de Formule 2 de 2021. Toujours développé par Codemasters il est édité désormais par EA Sports, cette édition est le treizième titre de la série Formula One développé par le studio. Sorti le 16 juillet 2021 pour Microsoft Windows, PlayStation 4, PlayStation 5, Xbox One et Google Stadia, ce douzième volet de la franchise présente les vingt pilotes et dix équipes présents au championnat du monde de Formule 1 2021. De plus, le jeu présente vingt-cinq circuits, trois de plus que F1 2020. Ces ajouts sont ceux d'Imola, de Portimao et de Djeddah en Arabie Saoudite. Néanmoins, ces trois circuits ne figurent pas directement dans le jeu à sa sortie ; ils sont accessibles en DLC en tant que contenu gratuit après le lancement du jeu.

## Caractéristiques

### Nouveau mode
Le jeu poursuit ce que son prédécesseur avait commencé et introduit un nouveau mode de jeu appelé Braking Point (intitulé « point de rupture » en français). Ce nouveau mode permet de passer de la F2 à la F1 en incarnant divers personnages fictifs tels que Devon Butler, Aiden Jackson et Casper Akkerman.

### F1 2021 Deluxe Edition
Avec l'édition Deluxe du jeu, le joueur peut incarner un « pilote de légende » (sept en tout) classé selon une note de performance globale (à la manière des joueurs de football dans la série de jeu Fifa) : Michael Schumacher, Ayrton Senna, Alain Prost, Jenson Button, Nico Rosberg, David Coulthard et Felipe Massa. Cette liste contemporaine fait l'impasse sur la Formule 1 des années 50-60-70. Ces sept pilotes peuvent être recrutés dans le cadre du mode My Team.

### Gestion des dégâts plus réaliste
De nouvelles zones peuvent être touchées et faire abandonner lors d'une course : l'aileron arrière, le fond plat et les bargeboards. En plus de ces nouvelles zones de dégâts, un certain degré de destruction a été ajouté. Les zones citées peuvent être détruites partiellement (ce qui cause une perte de performance) ou complètement, ce qui provoque l'abandon. Ces nouvelles zones de dégâts, au contraire de l'aileron avant, ne peuvent pas être réparées au stand.
Concernant les pneumatiques, les crevaisons sont plus réalistes. Il est possible de faire un plat sur sa gomme après un freinage trop marqué. Lors d'une crevaison, le comportement du pneu se délaminant petit à petit correspond désormais à la réalité.

### Sensations en piste
Codemasters a mis l'accent sur la conduite. Le comportement des monoplaces a été sensiblement modifié. Le retour d’informations vers la manette/volant a été poussé. Les circuits disponibles dans la version testée ont également été améliorés visuellement. Côté graphismes, F1 2021 propose un mode avec du ray tracing et un mode performance sur Xbox Series jusqu'à 120 images par seconde.
Cette édition marque la suppression des monoplaces classiques et des circuits courts (Bahreïn, Japon, États-Unis et Grande-Bretagne) sur lesquels les joueurs pouvaient piloter depuis l'édition 2017.

## Données du jeu

### Pilotes
| Écuries                         | Constructeurs         | Pilote             | no |
| ------------------------------- | --------------------- | ------------------ | -- |
| Mercedes-AMG Petronas F1 Team   | Mercedes              | Lewis Hamilton     | 44 |
| Mercedes-AMG Petronas F1 Team   | Mercedes              | Valtteri Bottas    | 77 |
| Red Bull Racing Honda           | Red Bull-Honda        | Max Verstappen     | 33 |
| Red Bull Racing Honda           | Red Bull-Honda        | Sergio Pérez       | 11 |
| McLaren F1 Team                 | McLaren-Mercedes      | Daniel Ricciardo   | 3  |
| McLaren F1 Team                 | McLaren-Mercedes      | Lando Norris       | 4  |
| Aston Martin Cognizant F1 Team  | Aston Martin-Mercedes | Lance Stroll       | 18 |
| Aston Martin Cognizant F1 Team  | Aston Martin-Mercedes | Sebastian Vettel   | 5  |
| Alpine F1 Team                  | Alpine-Renault        | Fernando Alonso    | 14 |
| Alpine F1 Team                  | Alpine-Renault        | Esteban Ocon       | 31 |
| Scuderia Ferrari Mission Winnow | Ferrari               | Charles Leclerc    | 16 |
| Scuderia Ferrari Mission Winnow | Ferrari               | Carlos Sainz Jr.   | 55 |
| Scuderia Alpha Tauri Honda      | Alpha Tauri-Honda     | Pierre Gasly       | 10 |
| Scuderia Alpha Tauri Honda      | Alpha Tauri-Honda     | Yuki Tsunoda       | 22 |
| Alfa Romeo Racing ORLEN         | Alfa Romeo-Ferrari    | Kimi Räikkönen     | 7  |
| Alfa Romeo Racing ORLEN         | Alfa Romeo-Ferrari    | Antonio Giovinazzi | 99 |
| Uralkali Haas F1 Team           | Haas-Ferrari          | Nikita Mazepin     | 9  |
| Uralkali Haas F1 Team           | Haas-Ferrari          | Mick Schumacher    | 47 |
| Williams Racing                 | Williams-Mercedes     | George Russell     | 63 |
| Williams Racing                 | Williams-Mercedes     | Nicholas Latifi    | 6  |

| Écuries               | Pilote              |
| --------------------- | ------------------- |
| DAMS                  | Sean Gelael         |
| DAMS                  | Dan Ticktum         |
| UNI-Virtuosi Racing   | Zhou Guanyu         |
| UNI-Virtuosi Racing   | Callum Ilott        |
| ART Grand Prix        | Marcus Armstrong    |
| ART Grand Prix        | Christian Lundgaard |
| Carlin                | Yuki Tsunoda        |
| Carlin                | Jehan Daruvala      |
| Campos Racing         | Jack Aitken         |
| Campos Racing         | Guilherme Samaia    |
| Charouz Racing System | Louis Delétraz      |
| Charouz Racing System | Pedro Piquet        |
| MP Motorsport         | Nobuharu Matsushita |
| MP Motorsport         | Felipe Drugovich    |
| BWT HWA Racelab       | Artem Markelov      |
| BWT HWA Racelab       | Jake Hughes         |
| Prema Racing          | Mick Schumacher     |
| Prema Racing          | Robert Shwartzman   |
| Trident               | Roy Nissany         |
| Trident               | Marino Sato         |
| Hitech Grand Prix     | Nikita Mazepin      |
| Hitech Grand Prix     | Luca Ghiotto        |

En italique : les pilotes également disponibles dans la catégorie Formule 1

### Circuits
| N° | Grand Prix                    | Circuit           | Longueur |
| -- | ----------------------------- | ----------------- | -------- |
| 1  | Grand Prix de Bahreïn         | Sakhir            | 5,4 km   |
| 2  | Grand Prix d'Émilie-Romagne   | Imola             | 4,9 km   |
| 3  | Grand Prix du Portugal        | Portimão          | 4,7 km   |
| 4  | Grand Prix d'Espagne          | Barcelone         | 4,7 km   |
| 5  | Grand Prix de Monaco          | Monte Carlo       | 3,3 km   |
| 6  | Grand Prix d'Azerbaïdjan      | Bakou             | 6 km     |
| 7  | Grand Prix de France          | Le Castellet      | 5,8 km   |
| 8  | Grand Prix d'Autriche, Styrie | Spielberg         | 4,3 km   |
| 9  | Grand Prix de Grande-Bretagne | Silverstone       | 5,9 km   |
| 10 | Grand Prix de Hongrie         | Hungaroring       | 4,4 km   |
| 11 | Grand Prix de Belgique        | Spa-Francorchamps | 7 km     |
| 12 | Grand Prix des Pays-Bas       | Zandvoort         | 4,3 km   |
| 13 | Grand Prix d'Italie           | Monza             | 5,8 km   |
| 14 | Grand Prix de Russie          | Sotchi            | 5,9 km   |
| 15 | Grand Prix des États-Unis     | Austin            | 5,5 km   |
| 16 | Grand Prix du Mexique         | Mexico            | 4,4 km   |
| 17 | Grand Prix du Brésil          | Interlagos        | 4,3 km   |
| 18 | Grand Prix d'Arabie saoudite  | Djeddah           | 6,1 km   |
| 19 | Grand Prix d'Abou Dabi        | Yas Marina        | 5,6 km   |
| 20 | Grand Prix de Chine           | Shanghai          | 5,5 km   |
| 21 | Grand Prix du Canada          | Montréal          | 4,4 km   |
| 22 | Grand Prix de Singapour       | Singapour         | 5,1 km   |
| 23 | Grand Prix du Japon           | Suzuka            | 5,8 km   |
| 24 | Grand Prix d'Australie        | Melbourne         | 5,3 km   |